# جاسم الخياط
الفنان جاسم الخياط (1946-1992) فنان و مغن عراقي.